# 血脇賞
血脇賞（ちわきしょう）は、1925年（大正14年）12月11日に血脇守之助等により制定された歯学の賞。

## 概要
学術研究の振興・奨励を図ることを目的に血脇守之助が主導して、東京歯科医学専門学校同窓会役員会で1925年（大正14年）12月11日創設が決まった。
表彰対象は、東京歯科医学専門学校（現東京歯科大学）同窓会会員で歯科学報掲載論文中より同校教授会審査により選ばれた。
このため血脇賞基金が作られ、血脇守之助が1,000円・同窓会が100円を夫々拠出した。
初期受賞者
| 表彰日     | 受賞者氏名           | 論文名                                                                 |
| ---------- | -------------------- | ---------------------------------------------------------------------- |
| 1927.11.6  | 奥村鶴吉・中井武一郎 | 齲蝕の細菌学的研究                                                     |
| 1927.11.6  | 矢崎正方・福島秀策   | 鋳造物と鋳入線との関係                                                 |
| 1928.11.18 | 西村豊春             | 人類の琺瑯質齲蝕に関する組織学的研究補遺                               |
| 1929.11.2  | 遠藤至六郎           | 慢性根端性歯牙支持組織炎に関する病理組織学的研究                       |
| 1929.11.2  | 岡田満               | 双生児の顎型 歯穹型態並に歯牙型態の類似程度比較研究                    |
| 1930.11.7  | 中井武一郎           | 人の齲歯よりする抗原吸収に関する実験的研究                             |
| 1931.11.7  | 正木正               | 種種なる食餌飼育によるラッテ歯牙及び顎骨の組織学的変化の研究           |
| 1934.5.21  | 大井清               | 原発性並びに続発性口腔疾患における血液の意義                           |
| 1934.5.21  | 矢崎正方             | 外傷によりて起これる歯牙支持組織の変化並びに歯小片の組織内埋伏について |
| 1934.5.21  | 杉山不二             | 歯牙溶解菌に関する研究                                                 |